# Isopogon panduratus
Isopogon panduratus (лат.) — кустарник, вид рода Изопогон (Isopogon) семейства Протейные (Proteaceae), эндемик юго-запада Западной Австралии. Раскидистый куст с узкими яйцевидными листьями и шаровидными цветочными головками бледно-розовых цветков.

## Ботаническое описание
Isopogon panduratus — кустарник до 2 м в высоту и 1,5 м в ширину с гладкими коричневатыми ветвями. Листья узкие, яйцевидной формы с более узким концом к основанию, длиной 35-125 мм и шириной 3-19 мм, сужающиеся к черешку, который расширяется к основанию. Цветки расположены в сферических сидячих соцветиях, цветочных головках, насчитывающих от сорока до семидесяти бледно-розовых цветков и 18-30 мм в диаметре с тремя-пятью рядами оборачивающих прицветников у основания. Цветёт в основном с июня по август или с августа по октябрь, в зависимости от подвида. Плод представляет собой опушённый орех длиной около 3,5 мм, слитый с другими в виде сферической или приплюснутой сферической плодовой головки 9-16 мм в длину и 10-18 мм в ширинуr.

## Таксономия
Впервые этот вид был описан в 2010 году Майклом Клайдом Хислопом и Барбарой Линетт Рай по образцам, собранным Хислопом в национальном парке Татра в 2000 году. Видовой эпитет относится к форме внутренних оборачивающих прицветников, напоминающих греческий струнный инструмент пандуру.
Хислоп и Рай описали два подвида I. panduratus, названия которых приняты Австралийской переписью растений:
- Isopogon panduratus подвид palustris Hislop & Rye[4] имеет зрелые листья шириной 3-8 мм и цветёт с августа по октябрь[2];
- Isopogon panduratus Hislop & Rye подвид panduratus[5] имеет зрелые листья шириной 7-19 мм и цветёт с июня по август[2].

## Распространение и местообитание
Эндемик Западной Австралии. Подвид Isopogon panduratus palustris произрастает в пустоши на прибрежной равнине между городом Сервантес и около мебльшого поселения Катаби, а подвид Isopogon panduratus panduratus встречается в пустоши, иногда в лесистой местности Банксия от окрестностей Энеаббы до национального парка Уотеро.

## Охранный статус
Международный союз охраны природы классифицирует природоохранный статус вида как «уязвимый».